# ورولی
ورولی (به ایتالیایی: Veroli) یک کومونه در ایتالیا است که در استان فروزینونه واقع شده‌است.

## خصوصیات
ورولی ۱۲۰ کیلومترمربع مساحت و ۲۰٬۷۹۸ نفر جمعیت دارد و ۵۹۴ متر بالاتر از سطح دریا واقع شده‌است.

## خواهرخوانده
شهرهای بروک آن در مور و Spinea خواهرخوانده‌های ورولی هستند.